# Superbike (motorfietsclassificatie)
Superbike als motorfietsclassificatie wordt gebruikt voor een sportmotor met een cilinderinhoud tussen 750 en 1200 cc en een relatief hoog motorvermogen. 
Tegenwoordig is een superbike meestal een racemotor die aan wettelijke eisen is aangepast (streetlegal), maar de eerste motorfiets die het predicaat Superbike kreeg was de Honda CB 750 Four uit 1969. Dit was weliswaar geen sportmotor, maar in die tijd werd de naam verleend aan een motorfiets die op verschillende gebieden anderen overtrof. De CB 750 had als eerste (betaalbare) motorfiets vier cilinders, vier uitlaten, vier carburateurs en een behoorlijk vermogen van 67 pk. Daarna kwamen er snel meer, zoals de Kawasaki Z 1 900 en zelfs de Honda Goldwing.